# マイケル・シーバート
マイケル・シーバート（英語: Michael Seibert、1960年1月1日 - ）は、アメリカ合衆国出身の男性フィギュアスケート選手（アイスダンス）。1983、1984、1985年世界フィギュアスケート選手権3位、1980年レークプラシッドオリンピック、1984年サラエボオリンピックアメリカ合衆国代表。パートナーはジュディ・ブルンバーグ。

## 経歴
- 全米選手権5回優勝
- 1980年レークプラシッドオリンピック7位
- 1984年サラエボオリンピック4位
- 1983、1984、1985年世界フィギュアスケート選手権3位。
- 1988年世界プロフィギュア選手権優勝。
- 引退後は、振付師としてスターズ・オン・アイスなどで活動している。

## 主な戦績
| 大会/年      | 1978-79 | 1979-80 | 1980-81 | 1981-82 | 1982-83 | 1983-84 | 1984-85 |
| ------------ | ------- | ------- | ------- | ------- | ------- | ------- | ------- |
| オリンピック |         | 7       |         |         |         | 4       |         |
| 世界選手権   |         | 6       | 4       | 4       | 3       | 3       | 3       |
| 全米選手権   | 3       | 2       | 1       | 1       | 1       | 1       | 1       |